# 幾內亞瘦波魚
幾內亞瘦波魚（学名：Leptocypris guineensis）为輻鰭魚綱鯉形目鲤科瘦波魚屬的其中一種，其种加词“guineensis”意为“几内亚的”。該物種分布於非洲幾內亞，體長可達6.3公分，棲息在底層水域。